# Milan Knežević
Milan Knežević (Titograd, 29. ožujka 1980.) crnogorski je političar, poslanik u Skupštini Crne Gore i pjesnik. Osnivač je i predsjednik Demokratske narodne partije Crne Gore, član predsjedništva pro-srpske koalicije Demokratski front.
Objavio je tri zbirke poezije: Deponija snova (2007.), Avlija bivših (2011.) i Dnevnik sitnih grehova (2014.). Zastupljen je u zbirkama Dan poslije budućnosti (1999.) i Predio u praskozorje (2008.), kao i u antologiji Van kutije (2009.).